# Ginebre de Síria

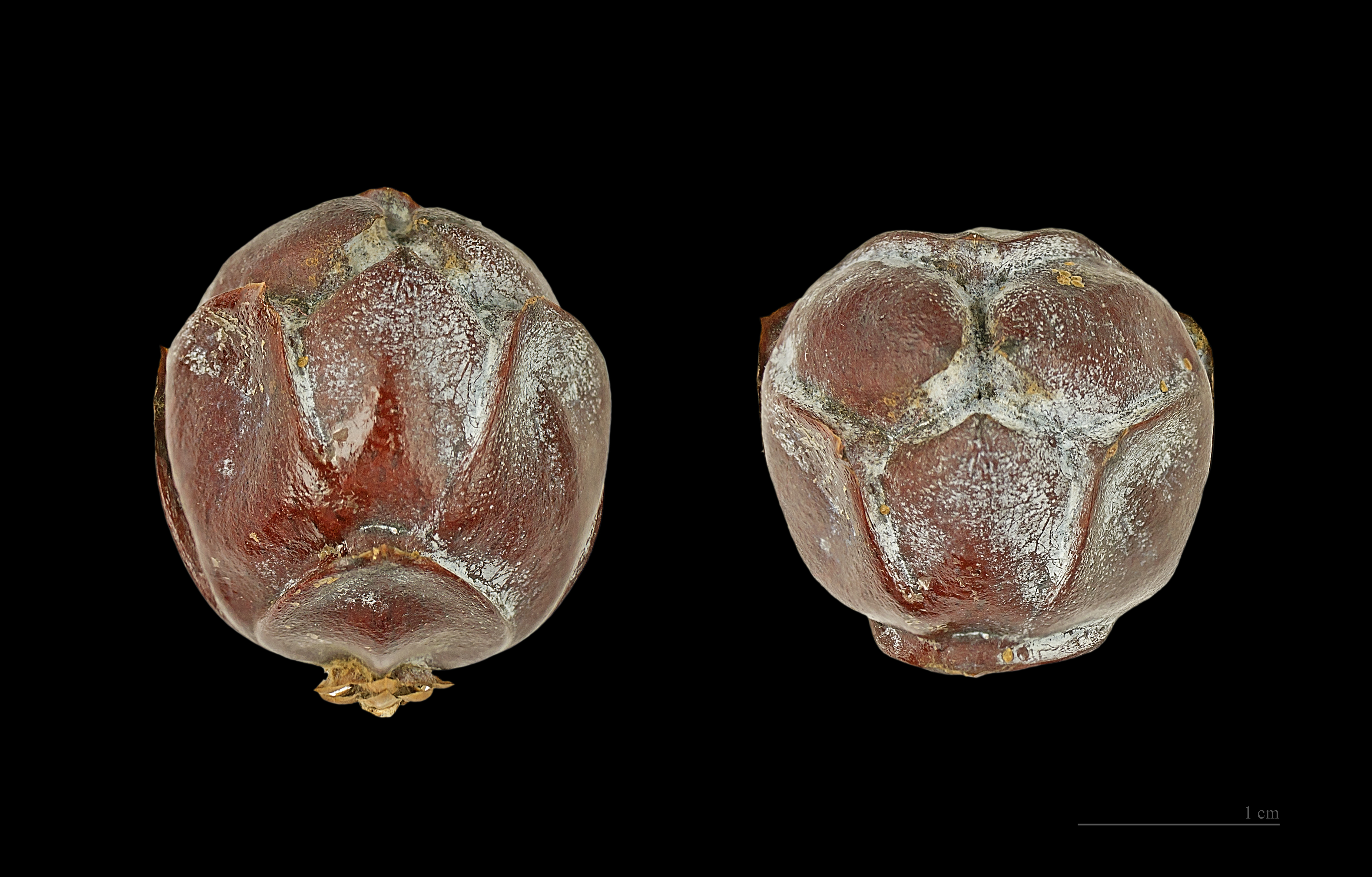
Juniperus drupacea

El ginebre de Síria (Juniperus drupacea) és una espècie d'arbre de la família de les cupressàcies. És un arbre perennifoli originari de l'est del Mediterrani, des de la zona meridional de Grècia (Parnon Oros, Peloponès), el sud de Turquia, Síria occidental i el Líban, on creix a altituds d'entre 800 a 1700 msnm.

## Característiques
És la més alta de les espècies de Juniperus, de port cònic amb una alçada de 10-25 m, i que excepcionalment pot arribar als 40 m, amb un gruix de tronc d'1 a 2 m. Posseeix agulles en grups de tres, de 5-25 × 2-3 mm, amb una doble banda d'estomes blanca (dividida per una artèria central verda).
Normalment és dioic, amb exemplars masculins i femenins. Els estròbils femenins, que són els més grans del gènere (20-27 mm de longitud i 20-25 mm de diàmetre), són arrodonits amb aspecte de baia, però durs i secs, passant del verd al porpra terrós i coberts per una fina capa de color blau cel pàl·lid en madurar (triguen uns 25 mesos). Posseeixen entre 6 a 9 esquames fusionades en 2 o 3 espirals, cada esquama amb un àpex lleugerament alçat. Les tres esquames apicals contenen una única llavor cadascuna, soldades les tres entre si formant una nou. Els estròbils masculins sorgeixen en raïm (a diferència dels altres Juniperus), es componen de 5 a 20 cons junts, de color groc i entre 3 a 4 mm de llarg. Cauen en alliberar el pol·len a principis de la primavera.

## Taxonomia
A causa de la particularitat dels cons femenins amb les seves llavors soldades en trios i els masculins en raïms, sovint se l'ha considerat un gènere a part: Arceuthos drupacea. No obstant això, estudis genètics han demostrat que està estretament emparentat amb Juniperus macrocarpa i Juniperus oxycedrus.
Juniperus drupacea va ser descrita per Jacques Julien Houtou de Labillardière i publicada a Icones Plantarum Syriae Rariorum ... 2: 4, t. 8. 1791.

## Etimologia
- Juniperus: nom genèric que procedeix del llatí iuniperus.[3]
- drupacea: epítet llatí que significa "amb fruit carnós"[4]

## Sinonímia
- Arceuthos drupacea (Labill.) Antoine & Kotschy[5]